# A love story (SEAMOの曲)
「a love story」（ア・ラブ・ストーリー）は、SEAMOの3枚目のシングル。2005年7月13日にBMG JAPANよりリリースされた。

## 解説
本作はBENNIE Kとのコラボレーションシングルになっているため、SEAMO with BENNIE K名義での発売となっている。なお、SEAMOはシーモネーター時代に、BENNIE Kのアルバムに参加していたため、BENNIE Kとのコラボは2度目である。

## 収録曲
1. a love story / SEAMO with BENNIE K
作詞・作曲：Naoki Takada & BENNIE K　編曲：Shintaro "Growth" Izutsu & Satoru Suzuki
BENNIE Kのアルバム『Japana-rhythm』にアレンジ版が収録。『Japana-rhythm』においては「冬」の曲とされている。
2. Runnin'
作詞：Naoki Takada　作曲：Naoki Takada & Shintaro "Growth" Izutsu　編曲：Shintaro "Growth" Izutsu
イントロのナレーション（実況）を杉本清が担当している。
3. Honey Honey（V.I.P MIX）
4. a love story（Instrumental）
5. Runnin'（Instrumental）